# Зависання гірських порід
Зависання гірських порід (рос. зависание горных пород, англ. overhang, rock sagging; нім. Hängenbleiben n) — у гірництві
1) Відсутність (або незначні величини) вертикальних зсувів шарів міцних порід в центральній частині мульди з утворенням пустот, розшарувань між ними та шарами підроблюваної товщі порід, що лежать нижче.
2) Затримка обвалення гірських порід під час технологічних операцій, наприклад, зависання руди в камері-магазині, зависання гірничої маси під час випуску, зависання покрівлі очисного вибою при управлінні нею повним обрушенням тощо.